# Championnat de Belgique des rallyes
Le Championnat de Belgique des rallyes (Belgian Rally Championship ou BRC) est une compétition automobile sur asphalte qui a vu le jour en 1954, dont le premier vainqueur était Alfred Thomaes sur Opel Record.De 1954 à 2003, deux Championnats de Belgique distincts ont le plus souvent cohabité, généralement il s'agissait d'un premier championnat réservé aux rallyes internationaux et d'un second championnat réservé aux rallyes nationaux. Depuis 2004, un seul championnat de Belgique est organisé.
À partir de 2023, une nouvelle formule sera mise en place. Le calendrier comportera 13 manches dont 6 comptent pour le Belgian Rally Championship et 7 pour la Belgian Rally Cup qui constitue une sorte d'échelon inférieur.
De grandes épreuves d'antan ont disparu du championnat actuel : Boucles de Spa, Hautes Fagnes (Jalhay), Bianchi (Beaumont-Charleroi).
Peu de pilotes ont réussi à s'imposer dans les 3 grands rallyes, les épreuves "phares" en Belgique : Spa, Rallye d'Ypres et Rallye du Condroz-Huy. Il s'agit de Patrick Snijers, Marc Duez, Renaud Verreydt, Pieter Tsjoen, Larry Cols et Kris Princen.
En nombres de titres, le recordman est Pieter Tsjoen (qui a remporté la couronne à 8 reprises) devant Patrick Snijers (qui a été sacré 7 fois).

## Grands noms du championnat de Belgique
D'autres pilotes ont marqué le championnat de Belgique des rallyes. On peut citer: Gilbert Staepelaere, Guy Colsoul, Robert Droogmans, Grégoire De Mévius, Pascal Gaban, Freddy Loix, Bruno Thiry, François Duval, Bernard Munster et Jean-Pierre van de Wauwer.

## Palmarès
| Année  | Champion                             | Voiture                                     |
| ------ | ------------------------------------ | ------------------------------------------- |
| 2024   | Cedric Cherain                       | Hyundai i20 N Rally2 (en)                   |
| 2023   | Maxime Potty (en)                    | Citroën C3 Rally2 (en)                      |
| 2022   | Stéphane Lefebvre                    | Citroën C3 Rally2                           |
| 2021   | Adrian Fernémont                     | Škoda Fabia Rally2 evo (en)                 |
| 2020   | Adrian Fernémont                     | Škoda Fabia Rally2 evo                      |
| 2019   | Adrian Fernémont                     | Škoda Fabia R5 (en)                         |
| 2018   | Kris Princen                         | Škoda Fabia R5                              |
| 2017   | Vincent Verschueren                  | Škoda Fabia R5                              |
| 2016   | Freddy Loix                          | Škoda Fabia R5                              |
| 2015   | Freddy Loix                          | Škoda Fabia S2000 et Škoda Fabia R5         |
| 2014   | Freddy Loix                          | Škoda Fabia S2000                           |
| 2013   | Freddy Loix                          | Ford Focus RS WRC 2008                      |
| 2012   | Pieter Tsjoen                        | Citroën C4 WRC                              |
| 2011   | Pieter Tsjoen                        | Citroën C4 WRC                              |
| 2010   | Pieter Tsjoen                        | Ford Focus RS WRC                           |
| 2009   | Pieter Tsjoen                        | Ford Focus RS WRC                           |
| 2008   | Hubert Deferm                        | Subaru Impreza WRC                          |
| 2007   | Larry Cols (fils de "Didi")          | Mitsubishi Lancer Evo                       |
| 2006   | Pieter Tsjoen                        | Ford Focus WRC                              |
| 2005   | Xavier Bouche                        | Renault Clio S1600                          |
| 2004   | Pieter Tsjoen                        | Toyota Corolla WRC                          |
| 2003   | Pieter Tsjoen                        | Toyota Corolla WRC                          |
| 2002   | Rocco Theunissen                     | Toyota Corolla WRC                          |
| 2001   | Pieter Tsjoen                        | Toyota Corolla WRC                          |
| 2000   | Rocco Theunissen                     | Toyota Corolla WRC                          |
| 1999   | Kris Princen                         | Renault Maxi Megane Kit Car                 |
| 1998   | Jean-Pierre van de Wauwer            | Peugeot 306 Maxi Kit Car                    |
| 1997   | Laurent Verhoestraete                | Ford Sierra Cosworth 4x4 et Ford Escort WRC |
| 1996   | Grégoire De Mévius                   | Ford Escort RS Cosworth                     |
| 1995   | Bernard Munster                      | Renault Clio Maxi Kit Car                   |
| 1994   | Patrick Snijers                      | Ford Escort RS Cosworth                     |
| 1993   | Patrick Snijers                      | Ford Escort RS Cosworth                     |
| 1992   | Robert Droogmans                     | Ford Sierra Cosworth 4x4                    |
| 1991   | Patrick Snijers                      | Ford Sierra Cosworth 4x4                    |
| 1990   | Marc Duez                            | Ford Sierra RS Cosworth                     |
| 1989   | Marc Duez                            | BMW M3 e30                                  |
| 1988   | Patrick Snijers                      | BMW M3 e30                                  |
| 1987   | Robert Droogmans                     | Ford Sierra RS Cosworth                     |
| 1986   | Robert Droogmans                     | Ford RS200 Groupe B                         |
| 1985   | Patrick Snijers                      | Lancia Rally 037 gr. B                      |
| 1984   | Patrick Snijers                      | Porsche 911 SC RS gr. B                     |
| 1983   | Patrick Snijers                      | Porsche 911 SC Groupe 4                     |
| 1982   | Marc Duez                            | Porsche 911 SC gr. 4                        |
| 1981   | Guy Colsoul                          | Opel Ascona 400 gr. 4                       |
| 1980   | Jean-Marie "Didi" Cols               | Fiat 131 Abarth gr. 4                       |
| 1979   | Guy Colsoul                          | Opel Kadett GT/E                            |
| 1978   | Gilbert Staepelaere                  | Ford Escort RS1800 MKII                     |
| 1977   | Gilbert Staepelaere                  | Ford Escort RS1800 MKII                     |
| 1976   | Gilbert Staepelaere                  | Ford Escort RS1800 MKII                     |
| 1975   | Gilbert Staepelaere                  | Ford Escort RS1600 MKI et MKII              |
| 1974   | Willy Plas                           | Renault 17 Gordini                          |
| 1973   | Herwig Adriaensens                   | BMW 2002 Ti                                 |
| 1972   | Herwig Adriaensens                   | BMW 2002 Ti                                 |
| 1971   | Jean-Louis Haxhe                     | DAF 55                                      |
| 1970   | Gilbert Staepelaere                  | Ford Escort Twin Cam                        |
| 1968   | Jean-Marie Jacquemin (National) (D2) | Alpine A110 1300                            |
| 1958   | Alfred Thomaes                       | Chevrolet Corvette (C1)                     |
| 1954   | Alfred Thomaes                       | Opel Olympia Rekord                         |
| Source |                                      |                                             |

nb: les rallymens belges ont obtenu le titre de Champion de Belgique des conducteurs décerné par le Royal Automobile Club de Belgique (RACB) de 1956 à 1961 (Olivier Gendebien (6)), en 1964 (Lucien Bianchi, également déclaré Champion de Belgique international des rallyes en 1963), 1978 (Gilbert Staepelaere), 1986 (Patrick Snijers), 1992 (Grégoire De Mévius), 1993, 1994 et 2003 (Bruno Thiry), 1997 et 1998 (Freddy Loix), et en 2004, 2005, 2006, et 2008 (François Duval).